# Ratangarh (Neemuch)
Ratangarh é uma cidade e uma nagar panchayat no distrito de Neemuch, no estado indiano de Madhya Pradesh.

## Geografia
Ratangarh está localizada a 24° 49′ N, 75° 07′ L. Tem uma altitude média de 379 metros (1 243 pés).

## Demografia
Segundo o censo de 2001, Ratangarh tinha uma população de 7 004 habitantes. Os indivíduos do sexo masculino constituem 51% da população e os do sexo feminino 49%. Ratangarh tem uma taxa de literacia de 65%, superior à média nacional de 59,5%: a literacia no sexo masculino é de 75% e no sexo feminino é de 55%. Em Ratangarh, 15% da população está abaixo dos 6 anos de idade.